# 兴隆镇 (五大连池市)
兴隆乡，是中华人民共和国黑龙江省黑河市五大连池市下辖的一个乡镇级行政单位。

## 行政区划
兴隆乡下辖以下地区：
兴隆社区、凤凰山村、红升村、星火村、四合村、兴隆村、复兴村和双兴村。